# Hasora
Hasora is een geslacht van vlinders van de familie van de dikkopjes (Hesperiidae), uit de onderfamilie van de Coeliadinae. De wetenschappelijke naam van dit geslacht is voor het eerst voorgesteld door Frederic Moore in een publicatie uit 1881.

## Soorten
- H. alta De Jong, 1982
- H. anura De Nicéville, 1889
- H. badra (Moore, 1857)
- H. borneensis Elwes & Edwards, 1897
- H. buina Evans, 1926
- H. caeruleostriata De Jong, 1982
- H. celaenus (Stoll, 1782)
- H. chromus (Cramer, 1780)
- H. danda Evans, 1949
- H. discolor (Felder & Felder, 1859)
- H. hurama (Butler, 1870)
- H. khoda (Mabille, 1876)
- H. leucospila (Mabille, 1891)
- H. lizetta (Plötz, 1884)
- H. mavis Evans, 1926
- H. mixta (Mabille, 1876)
- H. moestissima (Mabille, 1876)
- H. mus Elwes & Edwards, 1897
- H. myra (Hewitson, 1867)
- H. perplexa (Mabille, 1876)
- H. proximata (Staudinger, 1889)
- H. proxissima Elwes & Edwards, 1897
- H. quadripunctata (Mabille, 1876)
- H. saida (Hewitson, 1867)
- H. sakit Maruyama & Uehara, 1992
- H. salanga (Plötz, 1885)
- H. schoenherr (Latreille, 1824)
- H. subcaelestis Rothschild, 1916
- H. takwa Evans, 1949
- H. taminatus (Hübner, 1818)
- H. thridas (Boisduval, 1832)
- H. umbrina (Mabille, 1891)
- H. vitta (Butler, 1870)
- H. wilcocksi Eliot, 1970
- H. zoma Evans, 1934